# Андреасян, Вазген
Вазген (Вазкен) Андреасян (фр. Vazken Andréassian; арм. Վազգեն Անդրեասյան, 10 апреля 1903, Хазари, Османская империя — 30 ноября 1995 , Круасси-сюр-Сен, Франция) — французский авиационный инженер и писатель армянского происхождения. Участвовал в создании самолётов Nord Gerfaut и Nord 1500 Griffon II.  